# 青春の輝き
「青春の輝き」（せいしゅんのかがやき、I Need to Be in Love）は、1976年にカーペンターズが発表した楽曲。アルバム『見つめあう恋』 (A Kind of Hush) に収録されている。ジョン・ベティスが作詞、リチャード・カーペンターが作曲を担当した。

## 解説
リチャード・カーペンターによれば、生前のカレン・カーペンターが最も好んだ曲であった。シングルは、同じく『見つめあう恋』収録曲の「サンディー」をB面として発売され、ヒットチャートの最高順位は、アメリカは1976年6月24日のビルボードホット100 (Billboard Hot 100)で25位、日本はオリコンで62位であった。日本で1995年にテレビドラマ「未成年」でエンディングテーマに用いられ、1983年に逝去したカレンを知らない若年層に大好評を博した。これを受けて日本向けに編集して発売された、ベスト・アルバムCD『青春の輝き〜ベスト・オブ・カーペンターズ』は230万枚以上を売り上げ、「未成年」のオープニングテーマ「トップ・オブ・ザ・ワールド」をカップリングしたCDシングルも発売されて大ヒットした。
1976年当時のシングル盤はピアノのイントロが編集でカットされていたが、1995年のCDシングルはアルバム『見つめあう恋』のバージョンと同じくピアノのイントロを収録し、その後このイントロのバージョンが定番となっている。『見つめあう恋』がCD化された当初は、シングル盤を元にしたイントロが短いリミックスが収録された。

## カヴァー
- 竹仲絵里 - 『my duty』 (2002年)
- 伊藤一義 - 『Blue Sky Blue』 (2004年)
- 溝口肇 - 『yours』（2005年）
- 鬼束ちひろ - トリビュート・アルバム『イエスタデイ・ワンス・モア〜TRIBUTE TO THE CARPENTERS〜』（2009年）
- 鬼束ちひろ - カヴァー・アルバム『FAMOUS MICROPHONE』（2012年）
- 平原綾香 - 『Winter Songbook』（2014年）